# Borrasca
Borrasca é uma telenovela mexicana, produzida pela Televisa e exibida em 1962 pelo Telesistema Mexicano.

## Elenco
- Maricruz Olivier
- Prudencia Grifell
- Félix González
- Silvia Suárez